# Ladbergen
Ladbergen là một đô thị thuộc huyện Steinfurt, bang Nordrhein-Westfalen, Đức. Đô thị Ladbergen có diện tích 52,29 km². Đô thị này nằm gần kênh đào Dortmund-Emsl, cự ly khoảng 25 km về phía tây nam của Osnabrück và 20 km về phía đông bắc của Münster.
Các đô thị giáp ranh:
- Tecklenburg
- Lengerich
- Lienen
- Ostbevern
- Greven
- Saerbeck